# リトアニア空軍
リトアニア空軍（リトアニアくうぐん、リトアニア語：Lietuvos karinės oro pajėgos、略：Lietuvos KOP）は、リトアニア軍の航空機を運用する部隊で、約1,500人の人員がいる。
構成される機体は旧ソビエト製が多かったが徐々にNATO規格の物に更新されつつある。
2014年、チャド共和国のンジャメナ基地に派遣され、地域安定化協力のため物資・人員輸送に従事した。

## バルト航空政策
2004年のNATO加盟後のリトアニアではNATOのメンバーの戦闘機が3から4機配置されている。NATO構成各国が持ち回りで駐在している。(2004年3月からベルギー空軍のF-16で始まった)

## 保有機材

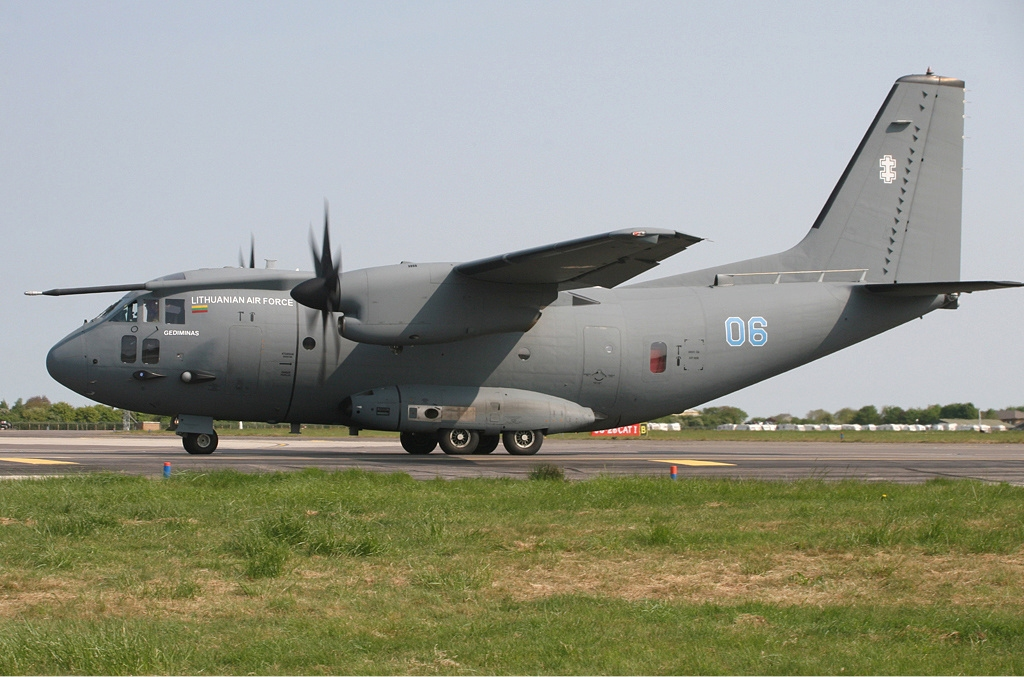
リトアニア空軍のC-27J スパルタン

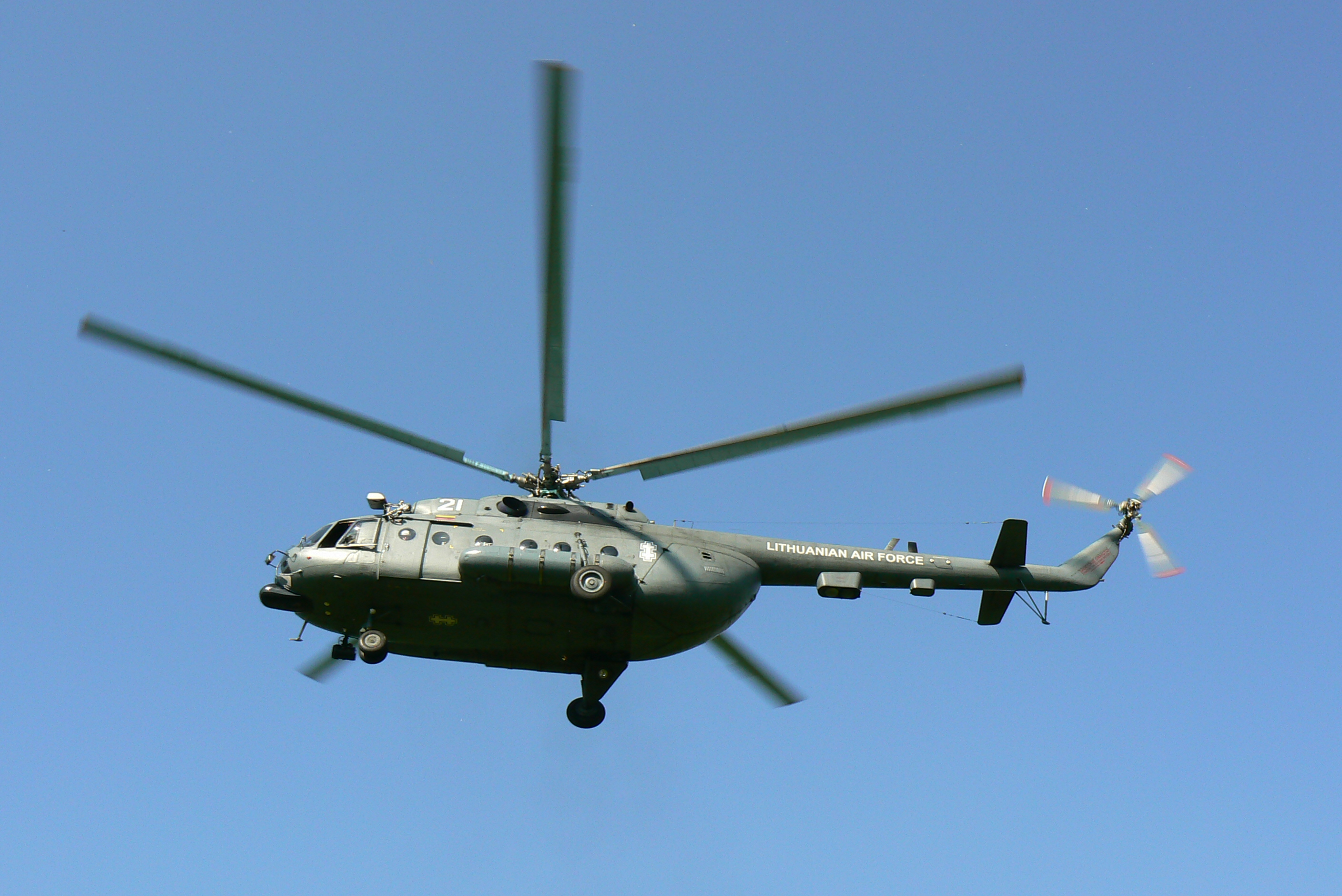
リトアニア空軍のMi-8MTV

### 輸送機
- エンブラエル C-390（計画）[3]
- C-27J スパルタン×3機[4]
- アエロ L-410×2機[4]
- セスナ172RG×1機[4]

### ヘリコプター
- ミル Mi-8×3機[4]
- ユーロコプター AS365M3×3機[4]

### 対空火器
- NASAMS III×4基[4]
- FIM-92 スティンガー[4]
- RBS-70[4]

過去にはアエロ L-39ZAやL-39C、アントノフ An-2、アントノフ An-26、PZL 104 ヴィルガ、ミル Mi-2を運用していた。

### 人物
- Humberstone, Richard. Lithuanian Air Force, 1918-1940 (Insignia Air Force Special No.1). London: Blue Rider Publishing, 1996.